# Comanthosphace
Comanthosphace là một chi thực vật có hoa trong họ Hoa môi (Lamiaceae).

## Loài
Chi Comanthosphace gồm các loài: